# ليستير جورج
ليستير جورج (بالإنجليزية: Lester George)‏ هو مهندس معماري أمريكي، ولد في 1955.